# Klebsiella aerogenes
Klebsiella aerogenes is een gram-negatieve bacterie uit de familie van de Enterobacteriaceae. Tot 2017 werd het vermeld onder de naam Enterobacter aerogenes, hoewel er sinds de 1970er jaren twijfels bestonden over zijn indeling bij het geslacht Enterobacter doorgegeven. Een ander synoniem is Klebsiella mobilis.
Klebsiella aerogenes is een ongeveer 1–3 micrometer lange staafvormige bacterie, die actief kan bewegen met behulp van zweepstaartjes. Deze eigenschap is niet typisch voor het geslacht Klebsiella. De bacterie is nauw verwant aan Klebsiella pneumoniae en Enterobacter cloacae, wat ook tot uiting komt in veel vergelijkbare kenmerken die het onderscheid moeilijk maken. Het wordt in bijna alle leefomgevingen aangetroffen, inclusief de darmen van mensen en dieren.
Van medisch belang is resistentie tegen antibiotica, die enerzijds van nature aanwezig is en anderzijds wordt veroorzaakt door horizontale genoverdracht tussen verschillende gram-negatieve bacteriesoorten, wat leidt tot verworven antibioticaresistentie. Klebsiella aerogenes kan infectie veroorzaken bij patiënten met een reeds verzwakt immuunsysteem. Als pathogeen van ziekenhuisinfecties is het daarom van toenemend belang, vooral als het gaat om multiresistente bacteriestammen. Het belang ervan als ziekteverwekker is echter niet vergelijkbaar met dat van Klebsiella pneumoniae. Het genoom van de bacteriestam Klebsiella aerogenes KCTC 2190 was in 2012 volledig gesequenced.